# Jarl Waldemar Lindeberg
Jarl Waldemar Lindeberg (* 4. August 1876 in Helsinki; † 12. Dezember 1932 ebenda) war ein finnischer Mathematiker.

## Leben
Lindeberg war der Sohn eines Dozenten am Polytechnischen Institut Helsinki.
Nach Absolvierung seiner Schulzeit studierte Lindeberg an der Universität seiner Heimatstadt. Schon früh beschäftigte er sich mit partiellen Differentialgleichungen und spätestens von 1920 an fand er seinen Schwerpunkt in der Wahrscheinlichkeitstheorie und der Statistik.
1920 konnte Lindeberg auch seinen zentralen Grenzwertsatz veröffentlichen (Lindeberg-Theorem bzw. Zentraler Grenzwertsatz von Lindeberg-Feller). Ohne die Forschungen Alexander Michailowitsch Ljapunows zu kennen, kam er zu ähnlichen Ergebnissen (Lindeberg-Bedingung, Ljapunow-Bedingung).
Der schwedische Mathematiker Harald Cramér lernte Lindeberg 1922 kennen und berichtete über diese Begegnung:

„When he was reproached for not being sufficiently active in his scientific work, he said ‚well, I am a farmer‘. And if somebody happened to say that his farm was not properly cultivated, his answer was ‚of course my real job is to be a professor‘. I was very fond of him and saw him often during the following years.“

Jarl Waldemar Lindeberg starb im Alter von 56 Jahren am 12. Dezember 1932 in Helsinki und fand dort auch seine letzte Ruhestätte.

## Werke (Auswahl)
- Zur Korrelationstheorie. STK, Helsinki 1929.
- Zur Theorie der Linientaxierung. Helsinki 1926.
- Über die Berechnung des Mittelfehlers des Resultates einer Linientaxierung. Helsinki 1924.
- Über das Exponentialgesetz in der Wahrscheinlichkeitsrechnung. STK, Helsinki 1920.